# Quartieri speciali di Tokyo

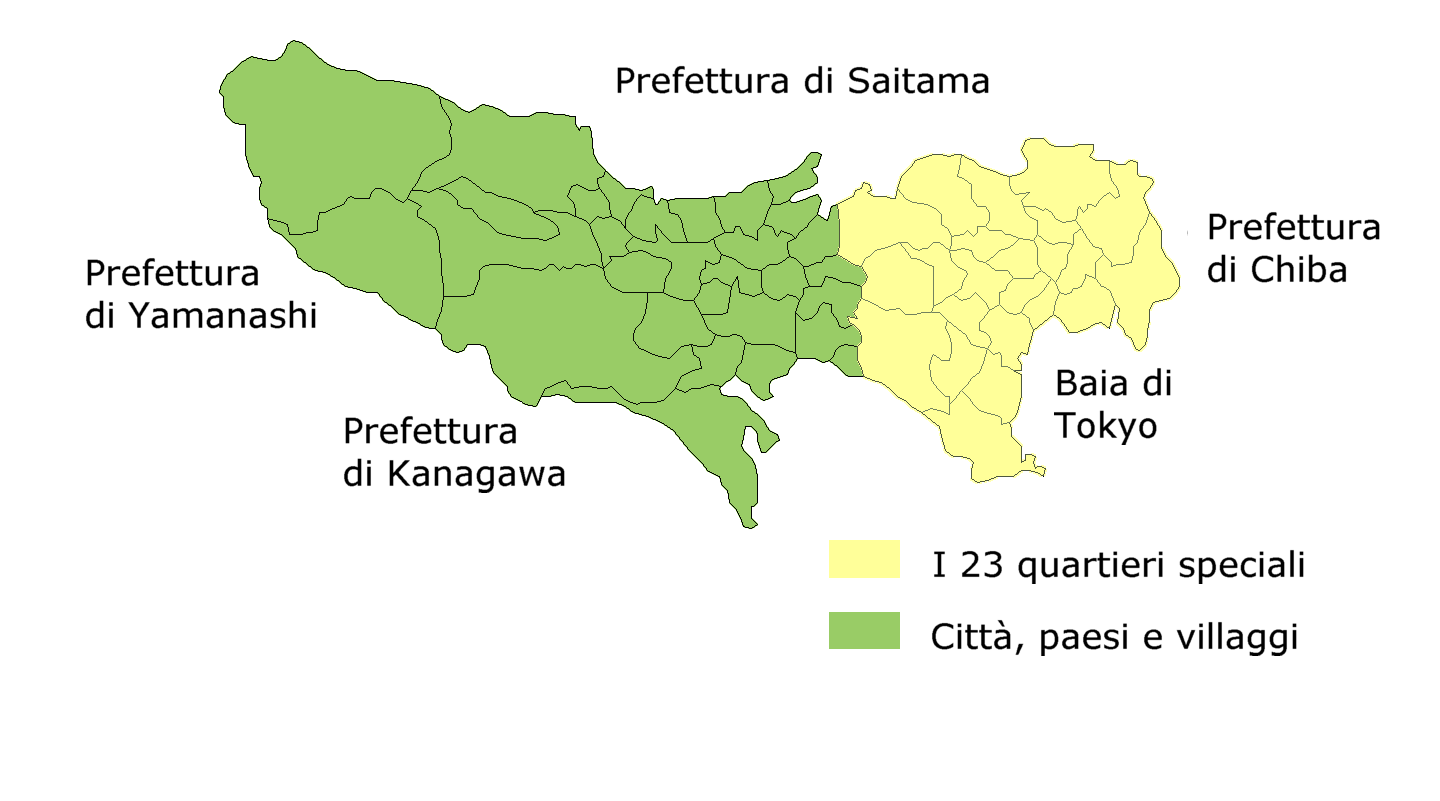
La distinzione tra l'area dei quartieri speciali, in giallo, e l'area di Tama, in verde

I quartieri zone speciali di Tokyo (東京特別区?, Tōkyō tokubetsuku) sono 23 quartieri speciali aventi uno status equiparabile alle municipalità. Sono una suddivisione di secondo livello e si trovano nella zona orientale di Tokyo, quella che costituiva la città di Tokyo prima che questa nel 1943 venisse fusa alla prefettura di cui era il capoluogo per formare l'attuale metropoli di Tokyo, in Giappone. Sono un caso speciale di suddivisione amministrativa, che non si trova nelle altre prefetture e città. In Giappone vengono spesso chiamati semplicemente "23 quartieri" (23 区?, nijūsanku).
Sebbene abbiano un buon grado di autonomia e ognuno di essi abbia un proprio governo locale, i 23 quartieri devono coordinarsi con il Governo metropolitano di Tokyo, l'organo amministrativo assimilabile a quello delle normali prefetture giapponesi. A carico della giunta metropolitana vi sono determinati servizi offerti nell'area dei 23 quartieri, tra i quali la gestione delle acque e degli acquedotti, delle fognature e della lotta antincendio, che nelle altre municipalità del paese sono a carico dell'amministrazione comunale.
Altre municipalità comprese nella giurisdizione metropolitana sono 26 città, 3 cittadine e 1 villaggio nell'area chiamata Tama che si estende a ovest dei quartieri, e 2 cittadine e 7 villaggi nelle lontane isole Izu e Ogasawara. Tutti questi comuni hanno un proprio governo locale e godono di margini di autonomia maggiori dall'amministrazione metropolitana rispetto ai 23 quartieri, in termini di gestione delle tasse comunali e dei servizi.
Per finanziare il servizio pubblico fornito ai 23 quartieri, il governo metropolitano riscuote parte delle tasse normalmente di competenza dei governi cittadini e inoltre trasferisce fondi ai quartieri che hanno difficoltà a finanziare la propria amministrazione.

## Storia
I quartieri (区?, ku) si trovano anche in altre grandi città giapponesi. Prima del 1943 i quartieri di Tokyo non erano differenti da quelli di Osaka o di Kyōto. Nel 1943, quando la giurisdizione della città di Tokyo e quella della sua prefettura vennero fuse in un unico ente metropolitano, i 23 quartieri vennero posti sotto il controllo diretto dell'amministrazione metropolitana.
L'attuale suddivisione amministrativa del Giappone è stata ufficializzata dalla legge di Autonomia Locale del 1947 e successive modifiche. Tale legge comprende l'inquadramento legislativo dei 23 quartieri speciali di Tokyo. Ai quartieri speciali di Tokyo (東京特別区?, Tōkyō tokubetsuku) viene riservato un livello amministrativo analogo a quello delle municipalità tuttora riconosciute che formano le prefetture del Giappone (le città (市?, shi), le cittadine (町?, chō oppure machi) e i villaggi (村?, mura o anche son)). Tale sistema di suddivisione delle municipalità è conosciuto con il nome di shichōsonku (市町村区), e i quattro ideogrammi che formano questa parola corrispondono a quelli delle quattro suddivisioni stesse.
Con l'applicazione di queste normative, negli anni settanta i quartieri speciali di Tokyo hanno sviluppato un considerevole grado di autonomia, divenendo più simili a città indipendenti che a quartieri. Dal 1974 ogni quartiere speciale elegge un proprio sindaco (区長 kuchō) e una propria assemblea (区議会 kugikai). Al contrario, i quartieri delle altre grandi città giapponesi sono rimasti distaccamenti dell'ufficio comunale centrale, con funzioni simili a quelle della circoscrizione di decentramento comunale italiana.
Con una legge del 1978, la Dieta nazionale del Giappone ha designato i quartieri speciali come enti locali (地方公共団体 chihō-kōkyō-dantai), dando loro uno status simile a quello delle città. Da allora, sui documenti ufficiali in inglese dei 23 quartieri compare la dicitura "city" (città) piuttosto che "ward" ("quartiere"), sebbene nei documenti in giapponese permanga l'ideogramma del quartiere (区?, ku). Il nuovo sistema relativo ai 23 quartieri, tuttora in vigore, è diventato operativo nel 2000. I 23 quartieri speciali hanno anche preso in carico alcuni servizi pubblici fino ad allora gestiti dal governo metropolitano, come il ritiro e il trattamento dei rifiuti.

## Geografia

I quartieri speciali di Tokyo

I quartieri variano sensibilmente tra loro sia in termini di area (dai 10 ai 60 km²) sia in termini di popolazione (da meno di 40 000 a 830 000 abitanti). Setagaya è il più popoloso, mentre il confinante quartiere di Ōta ha la superficie maggiore.
La popolazione totale dei 23 quartieri speciali, nell'ottobre del 2009, era di 8,802 milioni di abitanti, circa due terzi di quella totale di Tokyo e un quarto di quella dell'area metropolitana (Grande Area di Tokyo), che comprende le popolose prefetture limitrofe. L'area su cui sorgono i quartieri è di circa 622 km², e la densità di popolazione era di 14 152 ab./km².

## Economia
L'area dei quartieri, che è quella orientale di Tokyo, ospita i principali edifici amministrativi e commerciali dell'area metropolitana. Il sistema di trasporti su rotaia è molto sviluppato e facilita il transito e lo shopping. Lo sviluppo di uffici pubblici e privati ha comportato il moltiplicarsi di grattacieli e un drastico calo dei cittadini residenti nei quartieri centrali. Vi è un sensibile ritardo nell'approntamento di una rete stradale adeguata allo sviluppo urbano.

## Lista dei quartieri speciali

I 23 quartieri speciali di Tokyo.

I seguenti dati sono relativi al giugno del 2007:
| Bandiera | Nome in rōmaji | Nome in kanji | Abitanti | Densità abitativa (ab./km²) | Area (km²) |
| -------- | -------------- | ------------- | -------- | --------------------------- | ---------- |
|          | Adachi         | 足立区        | 621 848  | 11 688,87                   | 53,20      |
|          | Arakawa        | 荒川区        | 186 275  | 18 262,25                   | 10,20      |
|          | Bunkyō         | 文京区        | 181 065  | 16 009,28                   | 11,31      |
|          | Chiyoda        | 千代田区      | 37 988   | 3 263,57                    | 11,64      |
|          | Chūō           | 中央区        | 81 996   | 8 078,42                    | 10,15      |
|          | Edogawa        | 江戸川区      | 637 571  | 12 787,22                   | 49,86      |
|          | Itabashi       | 板橋区        | 525 969  | 16 349,67                   | 32,17      |
|          | Katsushika     | 葛飾区        | 426 403  | 12 238,89                   | 34,84      |
|          | Kita           | 北区          | 327 086  | 15 885,67                   | 20,59      |
|          | Kōtō           | 江東区        | 398 805  | 10 111,69                   | 39,44      |
|          | Meguro         | 目黒区        | 255 833  | 17 403,61                   | 14,70      |
|          | Minato         | 港区          | 167 098  | 8 215,24                    | 20,34      |
|          | Nakano         | 中野区        | 313 325  | 20 097,82                   | 15,59      |
|          | Nerima         | 練馬区        | 674 826  | 14 012,17                   | 48,16      |
|          | Ōta            | 大田区        | 661 157  | 11 119,36                   | 59,46      |
|          | Setagaya       | 世田谷区      | 829 624  | 14 284,16                   | 58,08      |
|          | Shibuya        | 渋谷区        | 201 524  | 13 337,13                   | 15,11      |
|          | Shinagawa      | 品川区        | 332 536  | 14 636,27                   | 22,72      |
|          | Shinjuku       | 新宿区        | 297 135  | 16 299,23                   | 18,23      |
|          | Suginami       | 杉並区        | 530 307  | 15 588,10                   | 34,02      |
|          | Sumida         | 墨田区        | 221 093  | 16 079,49                   | 13,75      |
|          | Toshima        | 豊島区        | 252 764  | 19 428,44                   | 13,01      |
|          | Taitō          | 台東区        | 162 685  | 16 139,38                   | 10,08      |